# Язьвиська
Язьвиська (пол. Jaźwiska, нім. Jesewitz) — село в Польщі, у гміні Ґнев Тчевського повіту Поморського воєводства.
Населення — 470 осіб (2011).
У 1975-1998 роках село належало до Гданського воєводства.

## Демографія
Демографічна структура станом на 31 березня 2011 року:
|          | Загалом | Допрацездатний вік | Працездатний вік | Постпрацездатний вік |
| -------- | ------- | ------------------ | ---------------- | -------------------- |
| Чоловіки | 232     | 57                 | 156              | 19                   |
| Жінки    | 238     | 65                 | 138              | 35                   |
| Разом    | 470     | 122                | 294              | 54                   |